# 赫爾曼三世 (巴登)
赫爾曼三世（Hermann III. von Baden，約1105年—1160年1月16日）是一位巴登藩侯，赫爾曼二世的兒子，1130年至1160年在位。
赫爾曼的妻子是洛林公爵西蒙一世的女兒貝兒塔，赫爾曼和貝兒塔有兩個孩子。
- 赫爾曼四世，巴登藩侯
- 格特魯德，嫁給達格斯堡的阿爾貝特二世（Albert II. von Dagsburg）